# دانيال هيرشكوفيتز
دانيال هيرشكوفيتز (بالعبرية: דניאל הרשקוביץ؛ ولد 2 يناير 1953 في حيفا، إسرائيل) هو سياسي إسرائيلي وعالم رياضيات وحاخام شغل سابقا منصب أستاذ الرياضيات في التخنيون وأيضا حاخام حي Ahuza في حيفا تم تعيينه رئيسا لجامعة بار ايلان في عام 2013.

## روابط خارجية
- دانيال هيرشكوفيتز على الموقع الإلكتروني للكنيست
- Prof. Daniel Hershkowitz, MK, وزارة الخارجية الإسرائيلية
- Daniel Hershkowitz's homepage at the جامعة تخنيون Mathematics Department
- دانيال هيرشكوفيتز في شجرة علماء الرياضيات